# Фролов, Сергей Петрович (сенатор)
Сергей Петрович Фролов (1849 — 1935) — русский судебный и общественный деятель, сенатор, шталмейстер Высочайшего двора.

## Биография
Потомственный дворянин Смоленской губернии.
В 1870 году окончил Императорское училище правоведения первым в выпуске, с награждением золотой медалью.
По окончании училища поступил на службу в Министерство юстиции и был командирован в Казанскую палату уголовного и гражданского суда, затем — в Самарскую губернию по ревизии мировых судебных установлений, а по окончании ревизии принимал участие в работах по введению новых судебных учреждений в Казанском округе и, пройдя здесь должности помощника секретаря Казанской судебной палаты и секретаря Казанского окружного суда, переведен был в канцелярию и департамента Правительствующего Сената. Затем назначен секретарем при обер-прокуроре гражданского кассационного департамента и помощником обер-секретаря того же департамента. В 1875 году перешел в департамент Министерства юстиции на должность редактора Законодательного отделения, а в 1879 году был назначен начальником 2-го уголовного (политического) отделения департамента Министерства юстиции и в этой должности пробыл до 1886 года. Занимая вышеозначенные должности, неоднократно принимал участие в различных специальных комиссиях и ревизиях. Одна из таких командировок, а именно в комиссию сенатора Любощинского по преобразованию волостных судов в 1872 году, дала Фролову возможность объездить почти всю Европейскую Россию, изучая вопрос на местах, и затем принять участие в составлении обширных отчетов этой комиссии. В 1875 году был избран в почетные мировые судьи по Новоладожскому уезду. В 1883 году назначен юрисконсультом Консультации при Министерстве юстиции и командирован в Москву в состав временной канцелярии Министерства юстиции по случаю коронования Александра III и Марии Феодоровны.
В 1880 году стал одним из учредителей правоведской кассы, а затем много трудился над собиранием и обработкой материалов по истории Императорского училища правоведения.
В 1886 году назначен товарищем обер-прокурора гражданского кассационного департамента Сената. В ноябре 1894 года на него возложено было исполнение обязанностей герольда при погребении тела скончавшегося императора Александра III, а в 1896 году — исполнение обязанностей герольда при короновании Николая Александровича и Александры Феодоровны в Москве. В 1901 году назначен членом Консультации при Министерстве юстиции, с оставлением в занимаемой должности. 30 ноября 1905 года — сенатором, с производством в тайные советники, присутствующим в гражданском кассационном департаменте Сената, а с 20 декабря 1906 года — и в Высшем дисциплинарном присутствии. 6 декабря 1908 года пожалован в шталмейстеры.
Много времени и труда отдавал и общественной деятельности: в 1890-х годах состоял членом Совета и товарищем председателя Вольного экономического общества; оживленные прения возбудил в то время один из его докладов по вопросу об опытах артельного крестьянского землепользования. Как землевладелец Санкт-Петербургской и Тамбовской губерний, близко интересовавшийся сельским хозяйством и земельными вопросами, принял деятельное участие в съездах объединенных дворянских обществ и в мае 1906 года представил подробный доклад по аграрному вопросу, напечатанный затем и отдельной брошюрой. Положения этого доклада, единогласно принятые съездом и изложенные в то же время в статьях «Нового времени», нашли себе осуществление в указах 9 и 15 ноября 1906 года о хуторском крестьянском землевладении и о разрешении ссуд под надельные земли. Сотрудничая в газете «Земля» и заведуя в ней отделом «Ответов на вопросы крестьян», принимал деятельное участие в разъяснении сомнений, возникавших на практике при введении в действие новых землеустроительных законов. Будучи убежденным сторонником культурного интенсивного хозяйства и противником земельной общины, публиковался по этим вопросам в газетах «Новое время», «Россия», «Сельский хозяин» и «Вестник Всероссийской сельскохозяйственной палаты».
В 1906 году, с Высочайшего соизволения, командирован в пострадавшую от неурожая Симбирскую губернию, в качестве главноуполномоченного Красного Креста, где, заведуя продовольственной частью, проявил широкую и энергичную деятельность, за каковую, по постановлению Симбирского губернского земского собрания, ему была выражена благодарность; таковая же благодарность, с награждением знаком Красного Креста, была выражена ему постановлением Главного управления Красного Креста в 1908 году, за безвозмездные труды по заведованию продовольственно-врачебной кампанией, предупредившей заболеваемость населения и проведенной с значительным сбережением ассигнованных средств. Тогда же Фроловым был возбужден вопрос о привлечении монахинь и послушниц монастырей в общины Красного Креста для обучения уходу за больными; сделанный же им в Симбирской губернии опыт такого привлечения имел полный успех.
В 1910 году стал одним из учредителей и старшиной Всероссийского национального клуба, при открытии Воронежского национального клуба был избран почетным его членом.
С началом Первой мировой войны состоял уполномоченным передового отряда Красного Креста им. Петербургского дворянства на Западном фронте.
После Октябрьской революции пережил несколько обысков. С марта 1919 года работал в центральном комитете государственных библиотек Северной области, с 1920 года был сотрудником Отдела охраны памятников искусства и старины в Детском Селе. В 1919 году принес в дар Пушкинскому Дому одиннадцать писем Ф. И. Тютчева к Е. К. Богдановой и самому Фролову, а также письма А. В. Никитенко к Е. К. Богдановой. В 1922 году передал в Пушкинский Дом письма И. А. Гончарова, И. С. Аксакова, Ф. И. Тютчева и других, сопроводив их обширным комментарием. 9 октября 1922 года Фролов писал Б. Л. Модзалевскому:

Теперь, на склоне лет, я отсидел несколько вечеров или, вернее, ночей, бережно и набожно разбирая эти письма в маленькой холодной каморке, при тусклом свете лампочки, одетый почти в лохмотья, лишенный самых элементарных удобств. Нищий после состояния в несколько миллионов, правда, не голодный или не слишком голодный, и то исключительно благодаря доброй помощи, в сущности, почти сторонних для меня лиц Б. Л. Модзалевского и М. Л. Гофмана, выхлопотавших мне ученый паек.

Тогда же Фролов просил о зачислении на службу в Пушкинский Дом без жалованья, «для разбора собственного архива в Царском Селе и собирания у местных жителей интересных для Дома материалов». С 13 декабря 1922 по 1 апреля 1924 года состоял научным сотрудником сверх штата, занимался разборкой собственного архива.
Умер в 1935 году. С 1 июля 1884 года был женат на Марии Александровне Циммерман, детей не имел.

## Награды
- Высочайшее благоволение (1882)
- Орден Святого Станислава 1-й ст. (1898)
- Орден Святой Анны 1-й ст. (1902)
- Орден Святого Владимира 2-й ст. (1906)
- Орден Белого Орла (1911)